# Quadram Quadcolor
Quadram Quadcolor — видеокарта для IBM-PC-совместимых компьютеров, появилась на рынке в 1983 году. Являлась расширением действующего стандарта CGA, используя тот же стандарт монитора, но обеспечивающая дополнительные графические режимы. Произведена компанией Quadram Corporation.
Quadcolor имеет в два раза больше памяти, чем стандартная плата CGA (32 КБ по сравнению с 16 КБ). Дополнительная память может использоваться в графических режимах для удвоения глубины цвета, давая два дополнительных графических режима — 136 цветов при разрешении 320 × 200 или 16 цветов при разрешении 640 × 200. Использует тот же контроллер дисплея Motorola MC6845, что и предыдущие адаптеры MDA и CGA.

## Модели
- Quadram Quadcolor I
- Quadram Quadcolor II[2]

## Графические режимы
CGA-совместимый режим:
- 320 × 200 при 4 цветах из 16-цветной палитры.

Дополнительные графические режимы:
- 320 × 200 при 136 цветах.
- 640 × 200 при 16 цветах.